# Julie Mayer
Julie Alexandra Mayer – postać fikcyjna, bohaterka serialu Gotowe na wszystko. Grała ją Andrea Bowen.

## Charakterystyka
(...) Bardzo łatwo triumfować, mając taką córkę jak Julie. Zawsze przynosiła same szóstki, pomagała w domu, była bystra, wrażliwa, czuła dla innych: idealne dziecko. (...)

## Przeszłość
Julie Alexandra Mayer urodziła się w 1990 roku. Jej ojcem jest Karl a matką Susan Mayer. W 1992 roku sprowadzili się do Fairview, 4353 Wisteria Lane.
W latach 1994–1995 na Wisteria Lane przebywała jeszcze jedna dziewczyna, Dylan Davis, z którą Julie się zaprzyjaźniła.
Katherine Davis, matka Dylan, po roku pobytu na uliczce, musiała wyjechać z niej w tajemniczych okolicznościach.
W 2003 roku rodzice Julie rozwiedli się z powodu zdrady ojca z sekretarką Brandi. Susan walczyła o opiekę nad nią w sądzie i wygrała, ale pozwoliła Julie utrzymywać kontakt z ojcem.

## Historia

### Sezon 1
Julie to cudowne dziecko Susan, kobiety ciapowatej i niemającej za bardzo szczęścia w życiu. Już na stypie po Mary Alice Young zauważyła, że matce spodobał się Mike Delfino, nowy mieszkaniec i hydraulik. Sama, pod pretekstem zgubienia piłki za domem Mike’a, dowiedziała się od niego kilku interesujących dla Susan faktów. Rok wcześniej został on wdowcem i mieszkał w Los Angeles, ale przeniósł się do Fairview bo tam było za dużo wspomnień. Susan była zażenowana, ale dzięki córce, mogła bez przeszkód poderwać Mike’a.
Wkrótce dziewczyna pomogła też „odzyskać” matce od Marthy Huber przypalony kubek do mierzenia składników, który był dowodem rzeczowym na to, że Susan spaliła dom Edie. Przypuszczenia Marthy były słuszne i do tego momentu Martha mogła szantażować sąsiadkę.
Susan odkryła dokąd Paul wywiózł Zacha i Julie zakradła się do chłopaka, który przebywał w szpitalu psychiatrycznym. Dowiedziała się ona o istnieniu niejakiej „Dany”. Mayer wywęszyła też, że Julie i Zach korespondowali ze sobą. Dziewczynka udzieliła chłopakowi schronienia w swoim pokoju. Po tym jak pokazała mu kocyk z napisem „Dana”, Zach wyznał Julie, że jako 4-latek zabił małą Danę. Oboje pocałowali się.
Gdy Susan i Mike odkryli, że Zach ukrywał się u Julie, odesłali oni go do ojca. Julie miała o to pretensje do matki. Krótko potem Susan przyłapała Zacha jak całował się z jej córką. Była oburzona i poszła do Paula by coś zrobił z tym, ale on oświadczył, że się wyprowadzą. Zach nie był zadowolony i okazał to przy ojcu i Susan. Pomimo tego, cała czwórka poszła na bal szkolny. Po tym jak Paul zdążył wykreować swoją wersję historii z Daną dla Susan, Zach poszedł do matki Julie i powiedział, że się nie wyprowadzą. Susan zakazała im się spotykać z jej córką i utwierdziła się w tym po tym, jak Zach wpadł w szał. Julie spotkała się jeszcze z Zachem.
Wkrótce Zach zdecydował, że urządzi prywatkę nad basenem, by odnowić chociaż przyjaźń z Julie. Dziewczyna, wykorzystując chwile, gdzie Susan pojechała na przesłuchanie w sprawie powiązań Mike’a ze śmiercią Marthy Huber, poszła na nią. Był na niej też Andrew Van De Kamp i naśmiewał się z Zacha. Gdy ten imitował gest strzału z pistoletu do Andrew, Julie zauważyła to, że jest niezrównoważony i wyszła. Korzystając z tego, że Danielle Van De Kamp, właśnie zerwała z Johnem Rowland’em, postanowiła odprowadzić ją do domu, gdy Zach za nią wybiegł.
Julie starała się unikać Zacha, aż w końcu zaczął on rzucać drobnymi kamieniami w jej okno, co zauważyła Susan. Gdy otworzyła okiennice, dostała nimi w twarz i oczy. Julie byłe wręcz wdzięczna matce, że dała jej dogodny pretekst by zerwać z Zachem. Zach próbował potem przeprosić Susan, ale ta nie przyjęła prośby o wybaczenie. Susan tłumaczyła mu, że Julie nie uważała go za chłopaka, w co Zach nie wierzył.
Na przyjęciu „żegnającym wolność” Carlosa, za domem Solis, przyszły Susan, Julie oraz Paul i Zach. Julie potwierdziła tylko, że zerwała z Zachem, ale krótko potem kuchnia jej matki została spalona. Prawdopodobnie to Paul ostrzegł Susan by się nie mieszała do jego rodziny lub Zach zemścił się za zerwanie.
Pomijając to, Julie dowiedziała się od matki, że Mike miał pamiętnik Marthy. Susan nie przeczytała go, więc Julie powiedziała Susan, czytając go w trakcie nieudanego śledzenia auta Mike’a, że pani Huber szantażowała matkę Zacha.

### Sezon 2
Julie opiekowała się matką w szpitalu po tym jak poszarpała się z Zachem o broń. Chłopak chciał zabić Mike’a, ponieważ myślał, że zabije on Paula. Po wyjściu z sali, Julie podsłuchała jak Mike przekręcił zeznania wobec policjanta (Andy Umberger) i przekazał mu, że była to tylko zwykła rodzinna awantura. Gdy jej matka ustawiała fałszywy znak o zabezpieczeniach domu, powiedziała o tym Susan.
Wkrótce też przekazała jej, że Karl i Edie Britt spotykają się już od pół roku, od momentu imprezy urodzinowej Julie w barze. Niedługo potem Julie stała się przedmiotem sporu między matką a Edie. Jej córka miała zaśpiewać z sąsiadką w kościele, w rodzinnym konkursie talentów, ale Susan nie dopuściła do tego. Brała nawet kilka lekcji gry na pianinie u Betty Applewhite. Karl miał o to pretensje, więc, w końcu, Susan ustąpiła, co zakończyło się tym, że Edie zagrała okropnie na pianinie.
Julie powiedziała ojcu, że Zach był synem Mike’a, Karl powiedział o tym Edie a ona rozesłała kilka e-maili. Wkrótce też Susan udało się znaleźć Zacha. Chłopak wykazał jednak nadal dużą chęć w odzyskaniu Julie. Dlatego też Susan doradziła mu by poszukał ojca w Utah, tam gdzie kiedyś mieszkał. Susan zwierzyła się wkrótce z tego córce a ta domyśliła się, że to z jej przyczyny tak zrobiła. Po tym jak Mike, który się dowiedział o oszustwie swej dziewczyny od Paula, zerwał z Susan.
Krótko potem Karl pokłócił się z Edie z powodu zdjęcia z Susan z czasów ich małżeństwa odkrytego pod łóżkiem. Przyszedł do byłej żony a ta wpuściła go do siebie. Wypili za dużo wina i nazajutrz rano Julie przyłapała rodziców kompletnie nagich w łóżku. Nie była tym zachwycona, a gdy sama wyszła do szkoły, Susan stwierdziła, że ta noc była jej potrzebna. Odrzuciła jednak myśl powrotu Karla do jej życia. Dlatego też mężczyzna wrócił do Edie.
Julie towarzyszyła matce w rozpoznaniu ojca i swego dziadka, Addisona Prudy’ego. Jego tożsamość wypłynęła przy okazji ślubu babci Julie, Sophie Bremmer z trzecim mężem, Mortym.
Jakiś czas później Zach, który wrócił ostatecznie do domu, podszedł do Julie z Susan i je przeprosił. Julie uwierzyła w jego przemianę a Susan wpadła na pomysł by poszły razem z Zachem i Mikiem na kręgle. Zabawa się udała, ale Paul dowiedział się o spotkaniu całej czwórki z kartki w śmietniku. Zabronił Zachowi następnych takich wyjść. Gdy wieczorem Zach grał na gitarze przed domem, Julie podeszła do niego. Podziękował jej, bo od dłuższego czasu nie czuł się jak członek rodziny a Julie go pocałowała.
Nieco później, Julie zachęciła matkę do spotkania się z Ronem McCreadym. Ron odkrył u Susan wędrującą śledzionę ku sercu i wymagało to operacji. Susan nie miała ubezpieczenia, dlatego zdecydowała się poślubić geja, Gary’ego Granthama (Carlos Jacott) z ubezpieczeniem. Plan nie wypalił ponieważ partner wybranka, Steven (Michael McDonald), wściekł się z zazdrości. Dlatego też Karl oświadczył się Susan w tajemnicy przed innymi. Sam uznał, że był to jej winny. Julie nie spodobało się to i wątpiła w całe oszustwo.
Wkrótce zaczęła słusznie podejrzewać, że znowu jej rodzice się w sobie zakochali. Zwłaszcza ojciec, ponieważ w poradniku barmana, podczas przyjęcia zaręczynowego Edie i Karla, znalazła wspólne zdjęcie ojca z matką, gdy jeszcze byli razem. Nie poszła nawet z matką do kina, bo Karl przesłał Susan kosz kwiatów.
Wkrótce okazało się, że ojciec Julie oszukał matkę. Nie zerwał z Edie a tylko sondował możliwość powrotu do Susan. Sam też definitywnie odszedł Edie a ta domyśliła się, że stało się to przez inną kobietę. Edie wynajęła nawet prywatnego detektywa, Olivera Westona, by dowiedział się kim ona jest. Susan, nie mając pieniędzy, przyznała się w liście do Edie, że zdradziła ich przyjaźń. Mike zapłacił jednak detektywowi za milczenie. Susan dowiedziała się o tym i wyjęła list z torby listonosza (Mike Hagerty). Julie nieświadoma niczego, włożyła go tam z powrotem. Dlatego też wieczorem, dom Julie i Susan został spalony przez Edie.
Obie panie zamieszkały u Bree Van De Kamp, ale panowała tam dziwna, pełna napięcia, atmosfera. Po tym też jak Edie powiedziała Susan, że jest „słaba”, skoro przyjmuje od innych pomoc, ta wynajęła Kamper podejrzanej jakości. Karl zobaczył w jakich warunkach mieszkała jego córka i nabył dla nich dom, a przy okazji zrobił na złość Mike’owi, który kupił pierścionek zaręczynowy Susan. Oboje mężczyzn pobiło się o to i Mike potem powiedział Susan, że dała się zmanipulować Karlowi. Susan zrezygnowała z domu na rzecz Mike’a, oraz powtórnie rozwiodła się z Karlem, co Julie zrozumiała.

### Sezon 3
Sześć miesięcy później Susan odbudowała swój dom, zmieniając nieco jego kształt, przez powiększenie kuchni o jadalnię. Mike natomiast leżał nadal w śpiączce po tym, jak Orson Hodge przejechał go pół roku wcześniej swym samochodem. Później Orson ożenił się z Bree, więc Julie została także zaproszona na przyjęcie z okazji zaręczyn i wesele.
Krótko potem, dziewczyna związała się z Austinem McCannem. Zerwała z nim gdy usłyszała od matki, że zdradził ją z Danielle. Po jego wyjeździe, Julie wsparła matkę w jej staraniach o odzyskanie Mike’a. Skończyło się to tym, że stała się ona jedynym świadkiem na ich skromnym ślubie, pośród lasu.

### Sezon 4
Miesiąc po ślubie Susan i Mike’a, matka Julie zaszła w ciążę. Na Wisteria Lane wróciła też, po 12 latach nieobecności, Katherine Mayfair, wraz z mężem Adamem i córką Dylan. Wprowadzili się oni do domu pod numerem 4356 Wisteria Lane.
Nastoletnia przyjaciółka Julie nie poznała okolicy, zdjęć przyjaciół i samej Julie, którą spotkała na przyjęciu wydanym przez Katherine. Po imprezie, Julie i Dylan jeszcze raz się spotkały. Dylan zwierzyła się, że nie pamięta czegokolwiek z tej okolicy. Ma tylko koszmar o tym, że jakiś mężczyzna próbował ją złapać w jej pokoju. Julie powiedziała o swych podejrzeniach matce, że to nie jest ta sama dziewczyna.
Susan następnie powiedziała to Bree i Gabi. Julie spytała się czy może iść na imprezę do znajomego, Matta Johnsona (Tahj Mowry). Susan się zgodziła, ale gdy usłyszała od męża jakie dzikie imprezy robił jego brat, cofnęła pozwolenie. Następnie, za plecami męża, Susan znowu pozwoliła iść córce. Gdy Mike i Susan zostali sami, mieli się kochać. Mike podziękował żonie za decyzję, bo przejeżdżał obok domu Johnsonów i prywatka wymknęła się gospodarzowi spod kontroli. Susan pojechała po córkę i Dylan. Obie dziewczyny rozmawiały w tym czasie na temat tego co powiedziała Karen McCluskey do Dylan. Jej ojciec był niby obecny na ulicy, gdy mieszkała tam poprzednim razem. Dylan nie miała odwagi spytać matki o to. Tymczasem sprawa się jednak wydała, bo jedna z przyjaciółek Julie zadzwoniła do domu, do Mike’a. Martwiła się o przyjaciółkę bo wyszła ona ze striptizerką. Mike nie gniewał się na żonę bo Julie była i jest jej córką. Poprosił tylko by razem decydowali o przyszłości ich wspólnego, nienarodzonego jeszcze, dziecka.
Wkrótce Susan zorganizowała doroczne kalambury w swoim domu. Zaprosiła też, dzięki wścibskim sąsiadkom, Katherine z mężem. Julie została w domu Dylan by się uczyć z córką sąsiadki. Gdy tylko Mayfairowie wyszli, zaczęła się wypytywać o przeszłość. Dylan tylko odpowiadała, że niczego się nie dowie od matki. Kilka starych gazet lub pamiątek było składowanych na piętrze, w zamkniętym pokoju. Gdy włamały się do środka, Dylan była zszokowana na wieść, że to była jej dawna sypialnia. Gdy przeglądały rzeczy, Katherine je nakryła. Nie była zła, ale po tym, jak Julie wyszła, zakazała córce spotykania się z nią.
Na Wisteria Lane sprowadziła się para gejów, Bob Hunter i Lee McDermott. Susan bardzo starała się, by oni ją polubili, lecz każde jej staranie spaliło na panewce. Najgorszym było porwanie i przetrzymywanie ich psa, którego Julie przyprowadziła do domu, ponieważ się zgubił. Dopiero Mike przez przypadek uwolnił zwierzę z garażu. Miało łapy umazane od żółtej farby przez co poplamiło garnitur Boba od Dolce & Gabbana, za które Mike zobowiązał się zapłacić.
Bob i Lee urządzili wkrótce przyjęcie z okazji Halloween. Zaprosili na nie Julie, która przebrała się za zieloną rusałkę.
Julie nadal próbowała pomóc Dylan w dokopaniu się do prawdy o ojcu. Spytała się więc matki o niego. Susan powiedziała tylko tyle co Katherine podczas kalamburów, że mężczyzna znęcał się nad nimi. W pokoju obok siedziała Dylan i to usłyszała.
Wkrótce Susan zaobserwowała, że jej córka spotyka się z Derekiem (Sam Stefanski), nieco starszym od Julie skate’em. Gdy mieli się pocałować, Susan wciągnęła córkę do domu. Chciała jej przemówić do rozsądku ponieważ miał kolczyki w języku i w intymnym miejscu. Nazajutrz Julie i Derek poszli do centrum handlowego, gdy do Mike’a przyszedł przystojny Barrett (Armie Hammer), diler narkotyków. Męża Susan nie było a kobieta, gdy usłyszała, że jest on studentem medycyny, postanowiła go swatać z Julie. Sprytnie dowiedziała się, że nie ma dziewczyny. Dlatego też pokazała mu zdjęcie Julie i przedstawiła córkę z najlepszej strony. Barrett musiał wyjść, więc Susan ponownie go zaprosiła. Nazajutrz, przy kolejnej wizycie, Julie śmiała się z opowieści Barretta. Mike przyszedł do domu i, wiedząc, że Barrett skontaktował się z Susan, był wściekły gdy go ujrzał w salonie. Julie poszła po kurtkę bo zamierzała wyjść z chłopakiem, a Mike wyjawił żonie czym Barrett zajmuje się na boku. Susan kazała go wyrzucić.
Podczas tornada jakie nawiedziło Wisteria Lane, Julie wraz z Dylan były na wycieczce szkolnej. Ten sam kataklizm zniszczył dach w domu Bree i Orsona Hodge. Dlatego też Susan zaoferowała im pokój Julie. Chciała spłacić dług za to, że gościła u Bree gdy jej dom spaliła Edie. Julie ostrzegała matkę, że ze względu na dominującą osobowość sąsiadki, wkrótce zacznie się rządzić. Susan była jednak zbyt uległa. Wkrótce Julie zmieniła zdanie. Była zachwycona różnymi sztuczkami porządkowymi Bree, jej potrawami i pachnącym praniem.
Tymczasem Adam Mayfair znalazł pod łóżkiem liścik zmarłej ciotki Katherine, Lilian Simms. Przeczytał go i dlatego opuścił żonę, bo był okłamywany. Katherine podarła go a resztki jakie się zachowały przeczytała Dylan. Napisane było na nich, że jej ojciec został zamordowany. Dylan natychmiast pokazała ten fragment Julie i powiedziała jej o swoich podejrzeniach. Jej matka mogła zabić jej ojca. Adam, do którego pojechała, w porozumieniu z Katherine, wyjaśnił pasierbicy, że to nie była ona.
Sama Julie odwiedziła też swojego ojczyma w ośrodku odwykowym, gdzie leczył się on z uzależnienia od leków jakie brał, m.in. od Barretta. Bree i Katherine postanowiły zorganizować razem „Bal Fundatorów” Fairview. Julie namówiła Dylan by weszła w skład orszaku fundatorów, składającego się z pięknie ubranych dam i dżentelmenów. Przyjęcie bardzo się udało i dziennikarze zrobili kilka zdjęć m.in. Dylan z Katherine oraz Julie z Bree. W tym samym czasie, Orson, który lunatykował w domu Susan, majaczył coś pod nosem. W noc kiedy Julie wróciła z balu, usłyszała ona od nieprzytomnego Orsona słowa „przepraszam, że Cię potrąciłem, Mike”.
Orson nie był świadomy jak głęboko w nim tkwiło poczucie winy. Wkrótce małżeństwo Hodge wróciło do swojego domu, gdzie robotnicy zdążyli już naprawić parter. Mike wrócił do swojego domu po odwyku a Julie zdążyła powiedzieć mu o tym co zrobił Orson. Mike i Julie zaśmiali się tylko nerwowo. Delfino poszedł jednak do Orsona a ten, z płaczem, do wszystkiego się przyznał.
Julie zaprowadziła matkę w zaawansowanej ciąży na zajęcia ze szkoły rodzenia. Miała już iść, ale szybko wróciła i zdążyła powiedzieć tylko, że jej ojciec ma już nową żonę, Marissę. Pojawili się razem a ona także była w trzecim trymestrze ciąży.
Susan urodziła przyrodniego brata Julie pod koniec wizyty matki Mike’a, Adele Delfino. Kobieta, wraz z ojczymem, nadali mu imiona po dziadkach Mike’a, Maynard James „MJ” Delfino
Julie natomiast dostała się na listę kandydatów do Princeton University. Szybko miała wyjechać na letni kurs, ale Susan powiedziała „nie”. Zrobiła to nawet pomimo tego, że Maynard, dziadek Mike’a, zostawił pośmiertnie spadek swemu wnukowi. W końcu po tym, jak Susan wszystko przemyślała, ofiarowała Julie telefon komórkowy. Przyznała się, że złamała wyjątkowe relacje między nimi, bo skłamała na temat zakazu wyjazdu. Trzy miesiące do rozpoczęcia studiów miały przygotować Susan na pożegnanie. Julie była wzruszona i upewniła matkę, że jej zadanie by wspierać Susan przez ostatnie 5 lat, od czasu rozwodu z Karlem, się skończyło. W oczach córki, Susan była silniejsza niż kiedykolwiek.

### Sezon 5
Minęło pięć i pół roku od swojego wyjazdu z domu do uniwersytetu. Julie przyjechała na jeden dzień ze swoim chłopakiem Lloydem, który nie spodobał się matce. Na drugi dzień po spłonięciu klubu „Biały koń” wyjechała z miasta.

### Sezon 6
Julie rzuciła studia medyczne i zatrudniła się jako kelnerka. Nową wybranką Mike’a Delfino została Susan. Dlatego też Julie powróciła na Wisteria Lane z rudymi włosami. Pomogła matce w urządzeniu jej czwartego ślubu.
Sama wdała się też w romans z Nickiem Bolenem, nowym żonatym sąsiadem. W końcu podejrzewała nawet, że jest w ciąży i podzieliła się tym z Lynette, która była w podobnej sytuacji. Julie zerwała z Nickiem. Spotykała się też z Dannym, jego synem i powiedziała mu o tym. Ich kłótnię widziała Karen McCluskey. W wieczór po weselu, Julie dziewczyna została niemalże uduszona przez „Dusiciela z Fairview”.
Trafiła do szpitala a wyniki badań wykluczyły ciążę o którą Susan pokłóciła się z Lynette. Po powrocie na uliczkę, Nick chciał ją odzyskać. Julie przekazała natomiast Lynette wiadomość z kim romansowała. Danny Bolen wciąż chciał jednak z nią chodzić. Julie powiedziała im obydwu stanowcze „nie”. Danny przyjął to źle i przypłacił odmowę próbą samobójczą z której go odratowano.
Po tym incydencie Julie zdecydowała się wyjechać na wschodni brzeg kraju do kuzynostwa do czasu zamknięcia w więzieniu grasującego po mieście napastnika. Julie odstąpiła Danny’ego Anie Solis, na jej wyraźną prośbę.
Znacznie później chłopak który próbował udusić Julie – pod wpływem Lynette, która poznała tożsamość „Dusiciela z Fairview” – zgłosił się na policję.

### Sezon 7
Rok później Julie przyjechała do matki po tym jak Susan została podeptana przez tłum podczas zamieszek na Wisteria Lane. Chciała oddać matce swoją nerkę, ale ta się nie zgodziła.
Wbrew woli Susan, Julie poinformowała też swą babcię, Sophie Flickman, o tym co się dzieje u matki. Julie, pomimo veta od Susan, poszła się zbadać, ale wyniki pokazały, że nie mogła zostać dawcą.

### Sezon 8
Julie mieszkała od sześciu miesięcy w Fairview. Utrzymywała się sama i żyła w ciasnym mieszkaniu. Przyjechała do matki w szóstym miesiącu ciąży. Chciała oddać dziecko innej parze ponieważ planowała mieć dzieci, ale ze swoim mężem. Oświadczyła też matce, że nie pozna biologicznego ojca dziecka.
Nazajutrz Susan, mimo początkowego sprzeciwu, przyjęła Debbie (Stephanie Erb) i Billa (Christopher Goodman). Było to małżeństwo skłonne zaadoptować dziecko Julie. Susan wysłała córkę do kuchni po deser a im powiedziała, że sama piła podczas ciąży, dlatego jej pociecha jest chora psychicznie, ale znajduje się pod opieką lekarza. Julie, wedle słów Susan, lubiła też trzymać dłoń nad ogniem i śmiała się przy tym. Była przy tym wytatuowaną, eks-kryminalistką. Para zrezygnowała ze swoich zamierzeń i uciekła od Susan a Julie była wściekła. Wygarnęła matce, że jej dzieciństwo było nie takie jak być powinno. Na przykład płatki, które razem uwielbiały, były jedyną potrawą, którą Julie potrafiła przyrządzić gdy Susan była w kiepskiej formie po rozwodzie. Obie też leżały razem w łóżku bo jej matka odejściu Karla nie mogła patrzeć na puste miejsce po drugiej stronie mebla. Obie poszły później po rozum do głowy i wybaczyły sobie ostre słowa, ale Julie pozostała przy decyzji oddania dziecka.
Preston i Porter Scavo wrócili do swojego rodzinnego domu. Mężczyźni nie potrafili się porozumieć z gospodarzem mieszkania w którym dotychczas byli, dlatego zostali wyeksmitowani. Susan chciała porozmawiać z ojcem dziecka Julie, która to nadal szukała rodziny chętnej do wychowania jej córki. Mike ją ostrzegał żonę tego nie robiła, ale ona i tak udała się do Lynette. Bliźniaki Lynette i Toma podsłuchali rozmowę na schodach. Ojciec dziecka Julie zadzwonił do niej i zażądał wspólnego zadecydowania o losach jego potomka. Susan usłyszała rozmowę i miejsce spotkania. Udała się do kawiarni przed córką i oczekiwała na przyjście tajemniczego mężczyzny. Był nim Porter Scavo.
W domu, po kłótni między Susan a Julie, Porter zdecydował, że chce zatrzymać dziecko a Susan udzieliła mu wsparcia. Na jego prośbę powiedziała też o wszystkim Lynette. Julie natomiast wygarnęła w twarz matce, że decyzja o oddaniu córki miała być tylko jej i nigdy jej nie wybaczy.
Mike odwiózł pasierbicę do jej domu, ale dziewczyna wróciła na uliczkę na pogrzeb swego zastrzelonego ojczyma. Uczestniczyła w jego pogrzebie obok przyrodniego brata, Maynarda Jamesa.
Julie, wspólnie z matką, odkryła istnienie siostry zmarłego ojczyma, Laury Delfino. Jej historia odcisnęła swoje piętno na Julie, ponieważ zdecydowała, że zatrzyma swą nienarodzoną córeczkę.
Susan zabrała Julie do szkoły rodzenia. Była tam zamiast Portera, który pracował na trzy zmiany by zarobić na siebie i dziecko. Julie zawarła też z nim układ, że pomoże jej wychować potomka a sama dokończy swoje studia by mogła zdobyć doktorat. Od pewnego czasu zauważyła, że Porter jak by zrezygnował z bycia ojcem skoro nie był na przeglądzie sal porodowych i na kilku wizytach kontrolnych u lekarza. Susan porozmawiała z Porterem, której wyznał, że Julie zrezygnowała z tylu rzeczy, żebym mógł być z tym dzieckiem, ale zaczął sobie uświadamiać, że straciła na tej wymianie.
Susan w takim wypadku też podjęła decyzję. Dom który miała na Wisteria Lane i do którego zaledwie rok wcześniej powróciła, miał w sobie zbyt wiele wspomnień o zmarłym mężu. Postanowiła go sprzedać i razem z synem wprowadzić się do Julie by pomóc jej z wychowaniem wnuczki. Matka i przyrodnia siostra MJ-a udały się do lekarza – położnika (Wes Brown) na badania kontrolne, bo do porodu zostało trzy tygodnie. Lekarz pochwalił jej figurę a Susan wtrąciła się, że Julie też robi doktorat i gdy go zdobędzie, mogliby wyjść gdzieś razem. Gdy lekarz wyszedł, Julie kazała matce przestać grać swatkę, ale Susan nie chciała by jej córka była samotna, bo nawet samotne matki mają swoje potrzeby.
Julie z matką i Gabrielle udały się do Renee, której pomogły w przygotowaniach do jej ślubu z Benem. W limuzynie, w trakcie jazdy, Julie odeszły wody płodowe. Gabi i Renee, której suknia została poplamiona, postanowiły udać się do sklepu „Cumberlys” gdzie pracowała Gabrielle, do działu sukien ślubnych. Gabi i Susan zostały w limuzynie. Gdy zakupy się przedłużały, Susan wysłała szofera (Jarvis George) by je poszukał a sama zawiozła córkę do szpitala.
Doktor nie był niczym zajęty, dlatego przyszedł do nich na chwilę i uprzedził, że zaczną poród po tym jak się przygotuje. Susan zwróciła uwagę na doskonałe nogi lekarza, ale Julie nie chciała o tym słyszeć. Przysięgła więc, że w tym wyjątkowym dniu nie będzie jej swatać. Nawet dziecko wiedziało, iż kłamie. Spytała się matce czy jeszcze raz wyjdzie za mąż, ale Susan uznała, że ma już piękne wspomnienia o Mike’u, ich dzieciństwie i jej przyjaciołach. Nie wiedziała czy miłość się jeszcze do niej uśmiechnie, ale gdy będzie samotna, otuli się tymi myślami.
Julie zaczęła rodzić a Porter został powiadomiony o tym. Przybiegł na przyjęcie Renee oraz Bena i sprowadził swych rodziców do szpitala. Julie urodziła zdrową córkę a wkrótce szczęśliwe babcie, Susan z Lynette otrzymały ją do rąk.
Susan Delfino wyprowadziła się z Wisteria Lane. Powitała nową właścicielkę jej byłego domu, Jennifer po czym wsiadła do auta z MJ-em, Julie i wnuczką w środku. Zwróciła się do dzieci z pomysłem by po raz ostatni pojechała autem po całej uliczce by się z nią pożegnać, na co Julie się zgodziła.

## Ciekawostki
- Andrea Bowen jako jedyna z nastoletnich aktorek pojawia się w czołówce od pierwszego do czwartego sezonu, a nie jak pozostali młodzi „w pozostałych rolach”.
- Początkowo scenarzyści chcieli, aby córka Susan miała na imię Jenna i była dziesięciolatką[16].
- Ulubionym daniem dziewczyny są befsztyki[14].
- Paul Young nauczył Julie pływania w swoim basenie[17].
- Julie była ostatnią postacią, która miała do powiedzenia kwestię, czyli „jedź po to” (ang. „go for it”), nie licząc narracji Mary Alice[17].
- Występowała częściej od każdego innego dziecka innych desperatek oraz jako jedyna z ofiar Dusiciela z Fairview, przeżyła jego atak.

## Powiązane z postacią

### Lloyd
Lloyd (Steven Weber) to były chłopak Julie, urodzony w 1973 roku, który pomimo 40. roku życia, zdążył się już trzykrotnie rozwieść.
Lloyd i Julie poznali się 3 miesiące przed przyjazdem na Wisteria Lane. Oboje zaczęli chodzić ze sobą dopiero po zakończeniu semestru. Gdy spotkali się z Susan, nie spodziewała się ona, że Lloyd może być w wieku jej ojca, Karla. Po niezbyt miłym zapoznaniu, Lloyd pokazał pierścionek zaręczynowy swej przyszłej teściowej. Miał go dać Julie i zażądał od Susan by jej nic nie powiedziała. W klubie „biały koń” Lloyd dał Warrenowi płytę z piosenką „Julie, do you love me?” Bobby’ego Shermana. Oboje wyszli na parkiet, ale taniec przerwała im Susan. Gdy Jackson Braddock odciągnął ją, Susan wykrzyczała do córki, by za niego nie wychodziła. Julie powiedziała natomiast, że nigdy nie wyjdzie za mąż.

### Lynette Sophie Scavo
Lynette Sophie Scavo (nieznane niemowlęta) to córka Julie i Portera Scavo, oraz wnuczka Susan, Karla, Toma i Lynette.
Sezon 8

Została poczęta dość niespodziewanie, gdy Julie i Porter spotkali się po tym jak córka Susan zerwała ze swoim chłopakiem. Podczas zbliżenia pękła prezerwatywa Portera Scavo. Pół roku później Julie przyjechała do matki i chciała oddać dziecko do adopcji. Susan sprzeciwia się i gdy odnalazła ojca, przekonała go do zatrzymania jej wnuka. Powiedziała też Lynette, że będzie babcią. Julie obstawiała przy swoim. W tym czasie babcie przyszłego dziecka stoczyły bój czy ma otrzymać imię po prababci matki czy po matce ojca. Koniec końców to Susan ustąpiła. Julie usłyszała historię siostry zmarłego Mike’a i zgodziła się zatrzymać dziecko. Julie zaczęła rodzić w dniu ślubu Bena Faulknera z Renee Perry. W szpitalu powitała na świat zdrową córkę, którą Susan pokazała Lynette i Tomowi oraz Porterowi. Razem z matką, babcią Susan i wujkiem Maynardem Jamesem, dziecko zabrano z domu przy 4353 Wisteria Lane by Julie mogła studiować.